# 梁蘭璧
梁 蘭璧（りょう らんへき、生没年不詳）は、中国西晋の懐帝の皇后。

## 生涯
安定郡烏氏県の人。司徒の梁芬の娘。祖父は儀同三司の梁容。豫章王司馬熾（後の懐帝）にとつぎ、妃（正室）となった。
光熙元年11月（西暦307年1月）、懐帝が即位すると、皇后に立てられた。永嘉の乱で行方不明になった。

## 伝記資料
- 『晋書』
- 『太平御覧』巻一百三十八・皇親部四